# Saison 2 de Life in Pieces
Chronologie
Saison 1 Saison 3
Cet article présente le guide des épisodes de la deuxième saison de la série télévisée américaine Life in Pieces.

## Généralités
- Aux États-Unis, elle a été diffusée du 27 octobre 2016 au 11 mai 2017 sur le réseau CBS.
- Au Canada, la saison a été diffusée en simultané sur le réseau Citytv[1].

## Distribution

### Acteurs principaux
- Dianne Wiest (VF : Blanche Ravalec) : Joan Short
- James Brolin (VF : Jean Barney) : John Short
- Zoe Lister-Jones (VF : Claire Baradat) : Jen, mariée à Greg, mère de Lark
- Colin Hanks (VF : Jimmy Redler) : Greg Short, père de Lark
- Angelique Cabral (VF : Valérie Nosrée) : Colleen Brandon Ortega, fréquente Matt
- Thomas Sadoski (VF : Guillaume Lebon) : Matt Short
- Betsy Brandt (VF : Brigitte Guedj) : Heather Hughes, mariée à Tim, ainée de la famille Short
- Dan Bakkedahl (VF : Jérome Wiggins) : Tim Hughes
- Niall Cunningham (VF : Thomas Sagols) : Tyler, fils d'Heather et de Tim
- Holly J. Barrett (VF : Issia Lorrain) : Samantha, fille d'Heather et de Tim
- Giselle Eisenberg (VF : Leslie Lipkins) : Sophia, fille d'Heather et de Tim
- Hunter King (en) (VF : Vanessa Van-Geneugden) : Clementine[2]

### Acteurs récurrents et invités
- Megan Mullally : Mary-Lynn[3] (épisode 1)
- Nick Offerman : Spencer[3] (épisode 1)
- Jeff Probst : Jeff Probst[4] (épisode 7)
- Molly Shannon : Allie[5] (épisode 13)

## Épisodes

### Épisode 1:Emménagement/Déménagement/Pilule magique/Fête prénatale
- États-Unis /  Canada : 27 octobre 2016 sur CBS[6] / Citytv
- Suisse : 10 juillet 2018 sur RTS Un
- France : 6 octobre 2018 sur Comédie+
- Belgique : 12 septembre 2019 sur Plug RTL

- États-Unis : 5,96 millions de téléspectateurs[7] (première diffusion)

- Megan Mullally (Mary-Lynn)
- Nick Offerman (Spencer)
- Fortune Feimster (Dougie)

### Épisode 2:Réceptionniste/Marijuana/A voté/Les crampes
- États-Unis /  Canada : 3 novembre 2016 sur CBS / Citytv
- Suisse : 17 juillet 2018 sur RTS Un
- France : 6 octobre 2018 sur Comédie+
- Belgique : 12 septembre 2019 sur Plug RTL

- États-Unis : 5,92 millions de téléspectateurs[8] (première diffusion)

- Russell Peters (Dr Tak Oh)
- Martin Mull (Gary Timpkins)
- Pam Trotter (Pam)

### Épisode 3:Sourcilleux/Anonyme/Nos belles années/Gigi in the Sky
- États-Unis /  Canada : 10 novembre 2016 sur CBS / Citytv
- Suisse : 24 juillet 2018 sur RTS Un
- France : 6 octobre 2018 sur Comédie+
- Belgique : 19 septembre 2019 sur Plug RTL

- États-Unis : 6,23 millions de téléspectateurs[9] (première diffusion)

### Épisode 4:Les retours/Le Big Boss/Le pilote/L'anniversaire
- États-Unis /  Canada : 17 novembre 2016 sur CBS / Citytv
- Suisse : 31 juillet 2018 sur RTS Un
- France : 6 octobre 2018 sur Comédie+
- Belgique : 19 septembre 2019 sur Plug RTL

- États-Unis : 6,65 millions de téléspectateurs[10] (première diffusion)

### Épisode 5:Le dîner/Le Professeur/Premiers pas/Soirée filles
- États-Unis /  Canada : 24 novembre 2016 sur CBS / Citytv
- Suisse : 7 août 2018 sur RTS Un
- France : 13 octobre 2018 sur Comédie+

- États-Unis : 5,27 millions de téléspectateurs[11] (première diffusion)

- Fortune Feimster (Dougie)
- Cary Elwes (Professor Sinclair Wilde)

### Épisode 6:La boxe/Deuxième avis/L'araignée/La barbe
- États-Unis /  Canada : 1er décembre 2016 sur CBS / Citytv
- Suisse : 14 août 2018 sur RTS Un
- France : 6 octobre 2018 sur Comédie+

- États-Unis : 6,28 millions de téléspectateurs[12] (première diffusion)

- Victor Ortiz (Troy)
- Jasmine Books (Jasmine Books)

### Épisode 7:Nage ou crève/Survivor/Zen Jen/La discussion
- États-Unis /  Canada : 8 décembre 2016 sur CBS / Citytv
- Suisse : 21 août 2018 sur RTS Un
- France : 20 octobre 2018 sur Comédie+

- États-Unis : 6,45 millions de téléspectateurs[13] (première diffusion)

Jeff Probst (Jeff Probst)

### Épisode 8:Créneau sexe/La coiffeuse /Les robes/Bénédicité
- États-Unis /  Canada : 15 décembre 2016 sur CBS / Citytv
- Suisse : 28 août 2018 sur RTS Un
- France : 13 octobre 2018 sur Comédie+

- États-Unis : 6,94 millions de téléspectateurs[14] (première diffusion)

- Lilly Singh (Amanda)
- Drew Droege (Chris)

### Épisode 9:Bug de l'An 2000/Sophia/Lune de Miel/Matt
- États-Unis : 5 janvier 2017 sur CBS
- Suisse : 4 septembre 2018 sur RTS Un
- France : 13 octobre 2018 sur Comédie+
- Canada : non-diffusé

- États-Unis : 6,71 millions de téléspectateurs[15] (première diffusion)

Ken Marino (Will)

### Épisode 10:Comédie musicale/Motus Hôtel/Première maison/Bingo
- États-Unis /  Canada : 12 janvier 2017 sur CBS / Citytv
- Suisse : 11 septembre 2018 sur RTS Un
- France : 20 octobre 2018 sur Comédie+

- États-Unis : 5,95 millions de téléspectateurs[16] (première diffusion)

Andy Richter (Julius Black)

### Épisode 11:Avant-Match/Spirale infernale/Le choix de Sophia/Les places
- États-Unis /  Canada : 19 janvier 2017 sur CBS / Citytv
- Suisse : 18 septembre 2018 sur RTS Un
- France : 13 octobre 2018 sur Comédie+

- États-Unis : 6,95 millions de téléspectateurs[17] (première diffusion)

Kurt Warner (Kurt Warner)

### Épisode 12:Le témoin/L'épilation/Miss Indépendance/Clémentine a un travail
- États-Unis /  Canada : 2 février 2017 sur CBS / Citytv
- Suisse : 25 septembre 2018 sur RTS Un
- France : 27 octobre 2018 sur Comédie+

- États-Unis : 6,62 millions de téléspectateurs[18] (première diffusion)

- Annie Sertich (Tittianna)
- Jackie Seiden (Diora)
- Connor Del Rio (Simon)
- Christopher Avila (Riley)

### Épisode 13:Chef à domicile/Sauvetage canin/Saint-Valentin/Négociation
- États-Unis /  Canada : 9 février 2017 sur CBS / Citytv
- Suisse : 2 octobre 2018 sur RTS Un
- France : 27 octobre 2018 sur Comédie+

- États-Unis : 6,08 millions de téléspectateurs[19] (première diffusion)

- Molly Shannon (Allie)
- Angela Kinsey (Ruth)
- Leslie David Baker (Gavin)

### Épisode 14:John & Joan sont 2.0/Derek/L'Organisation du Mariage/En coulisses
- États-Unis /  Canada : 16 février 2017 sur CBS / Citytv
- Suisse : 9 octobre 2018 sur RTS Un
- France : 20 octobre 2018 sur Comédie+

- États-Unis : 6,33 millions de téléspectateurs[20] (première diffusion)

- Charlie Puth (lui-même)
- Lyle Lovett (Ned Gawler)

### Épisode 15:Fête à deux/Push-up/Maison du futur/Pasteure
- États-Unis /  Canada : 23 février 2017 sur CBS / Citytv
- Suisse : 16 octobre 2018 sur RTS Un

- États-Unis : 5,98 millions de téléspectateurs[21] (première diffusion)

Martin Starr (Oscar)

### Épisode 16:Motocross/Vieillesse/Mécanicien/Tremblement de Terre
- États-Unis /  Canada : 9 mars 2017 sur CBS / Citytv
- Suisse : 23 octobre 2018 sur RTS Un
- France : 27 octobre 2018 sur Comédie+

- États-Unis : 6,13 millions de téléspectateurs[22] (première diffusion)

Ty Barnett (Dabney)

### Épisode 17:Découchage/Le rêve/Le détecteur/Les Folies de la nuit
- États-Unis /  Canada : 30 mars 2017 sur CBS / Citytv
- France : 27 octobre 2018 sur Comédie+
- Suisse : 30 octobre 2018 sur RTS Un

- États-Unis : 5,59 millions de téléspectateurs[23] (première diffusion)

- JB Smoove (Darryl)
- Fortune Feimster (Dougie)

### Épisode 18:Favoritisme/lunettes/miguel/entremetteuse
- États-Unis /  Canada : 6 avril 2017 sur CBS / Citytv
- France : 3 novembre 2018 sur Comédie+
- Suisse : 6 novembre 2018 sur RTS Un

- États-Unis : 5,68 millions de téléspectateurs[24] (première diffusion)

- Greg Grunberg (Mikey)
- Artemis Pebdani (Gittel)
- Marla Mindelle (Candace)
- Daniel Zacapa (Miguel)
- Anne Stedman (Sangria)

### Épisode 19:Babysitting/la vérité nue/entrepreneurs/l'effet papillon
- États-Unis /  Canada : 13 avril 2017 sur CBS / Citytv
- France : 3 novembre 2018 sur Comédie+
- Suisse : 13 novembre 2018 sur RTS Un

- États-Unis : 5,42 millions de téléspectateurs[25] (première diffusion)

### Épisode 20:Oreille/mépris /liste de mariage/manuscrit
- États-Unis /  Canada : 27 avril 2017 sur CBS / Citytv
- France : 3 novembre 2018 sur Comédie+
- Suisse : 20 novembre 2018 sur RTS Un

- États-Unis : 5,51 millions de téléspectateurs[26] (première diffusion)

- Fortune Feimster (Dougie)
- Cary Elwes (Professor Wilde)
- Arianna Ortiz (Irene)
- Majandra Delfino (Marsha)
- Kiva Jump (Patty)

### Épisode 21:Avion/mexique/bébé à bord/retard
- États-Unis /  Canada : 4 mai 2017 sur CBS / Citytv
- France : 3 novembre 2018 sur Comédie+
- Suisse : 27 novembre 2018 sur RTS Un

- États-Unis : 6,11 millions de téléspectateurs[27] (première diffusion)

- Gary Baumgartner (Dean)
- Cary Elwes (Professor Wilde)
- Bianca Haase (Clarinda)
- Todd Sherry (Clancy)
- Peter Banifaz (TSA Agent Klein)
- Mark Beltzman (Max)
- Tammy Dahlstrom (Gate Agent Klugman)
- Keeshan Giles (TSA Agent Lasman)
- Suzanne Gutierrez (Gate Agent Shattuck)
- Cynthia Rose Hall (Gate Agent Blum)
- Matthew Harris (Thomas)
- Ravi Naidu (Gate Agent Croom)
- Nicole Pettis (Ticket Agent Madison)
- Alison Rood (Jordana)
- Daryl Wein (en) (Elijah)

### Épisode 22:Poison/feu/tétons /l'univers
- États-Unis /  Canada : 11 mai 2017 sur CBS[28] / Citytv
- France : 3 novembre 2018 sur Comédie+
- Suisse : 4 décembre 2018 sur RTS Un

- États-Unis : 5,97 millions de téléspectateurs[29] (première diffusion)

- Richard Marx (Buddy Daquiri)
- Leslie Jordan (Neils)
- Todd Sherry (Clancy)
- Mark Beltzman (Max)
- Tatiana Carr (Receptionist)
- Frank Crim (Art Sturgeon)
- Nikiva Dionne (Nurse)
- Michael Lanahan (Dr Nopunn)
- Robert Michael Lee (Salesman)
- Fatimah Taliah (Fire Marshal Mull)
- Rosalie Vega (Tanya)